# Worms
Worms (AFI: /ˈvɔrms/, in tedesco standard /vɔɐ̯ms/; in tedesco palatino Woʳms, in italiano storico Vormazia, derivato dal latino Vormatia), è una città extracircondariale di 83 850 abitanti della Renania-Palatinato, in Germania, situata a 58 km S-SO da Francoforte sul Meno, sulla sponda occidentale del Reno; fa parte della regione metropolitana Reno-Neckar.

## Caratteristiche
Vivace centro commerciale e manifatturiero (settori alimentare, conciario, della birra, tessile e chimico), possiede un duomo romanico (Cattedrale di Worms, sec. XII-XIII, le chiese di S. Paolo, S. Andrea, S. Martino, tutte del XIII secolo, e la Liebfrauenkirche del XV secolo, oltre al museo di Belle Arti.
Già centro celtico (Borbetomagus), fu occupata (I secolo a.C.) dai Vangioni da cui prese il nome (Oppidum Vangionum). Fu quindi civitas romana, centro del regno dei Burgundi e degli Alemanni. Fu importante sede vescovile specialmente nel X e XI secolo. Fu sede di trattati, diete e colloqui religiosi, dando il nome a una dieta di principi e a un concordato (vedi sotto). Nel 1519 divenne città libera per concessione dell'imperatore. Inoltre in quel secolo Worms passò al protestantesimo e ospitò diverse conferenze su temi religiosi.

## Storia

### Città dei Nibelunghi
Worms è considerata la "città dei Nibelunghi". La maggior parte degli episodi medievali riguardanti i Nibelunghi sono ambientati a Worms e nei suoi dintorni e con l'apertura del museo dei Nibelunghi nel 2001 tornano a rivivere personaggi come Hagen, Sigfrido, Crimilde, Brunilde, Gunther. I Nibelungenfestspiele, messi in scena da Dieter Wedel, sono rappresentati da attori del calibro di Mario Adorf.
Worms è stata anche un sito ebraico sin dall'XI secolo e vanta il cimitero ebraico più antico d'Europa e una Sinagoga romanica del 1034.

### La lotta per le investiture
La città di Worms dà il nome al concordato stretto nel 1122 fra l'imperatore Enrico V di Franconia e papa Callisto II. Con tale atto i due contraenti si impegnavano a rispettare i limiti delle proprie competenze nell'investitura dei vescovi-conti: la Chiesa aveva il diritto di nominare i vescovi, mentre l'imperatore conservava la prerogativa di conferire loro i poteri politici e civili.
Il concordato di Worms segna una tappa importante nella strada che porta alla soluzione della secolare lotta per le investiture fra Impero e Papato. La figura dei vescovi-conti era stata istituita dall'imperatore Ottone I di Sassonia (936-973) per creare una classe di funzionari statali fedeli al potere centrale, in antagonismo ai feudatari laici. Il vantaggio per l'imperatore era che il vescovo-conte dopo la morte non lasciava eredi legittimi e pertanto il feudo ritornava nelle mani dell'imperatore.

### Protestantesimo

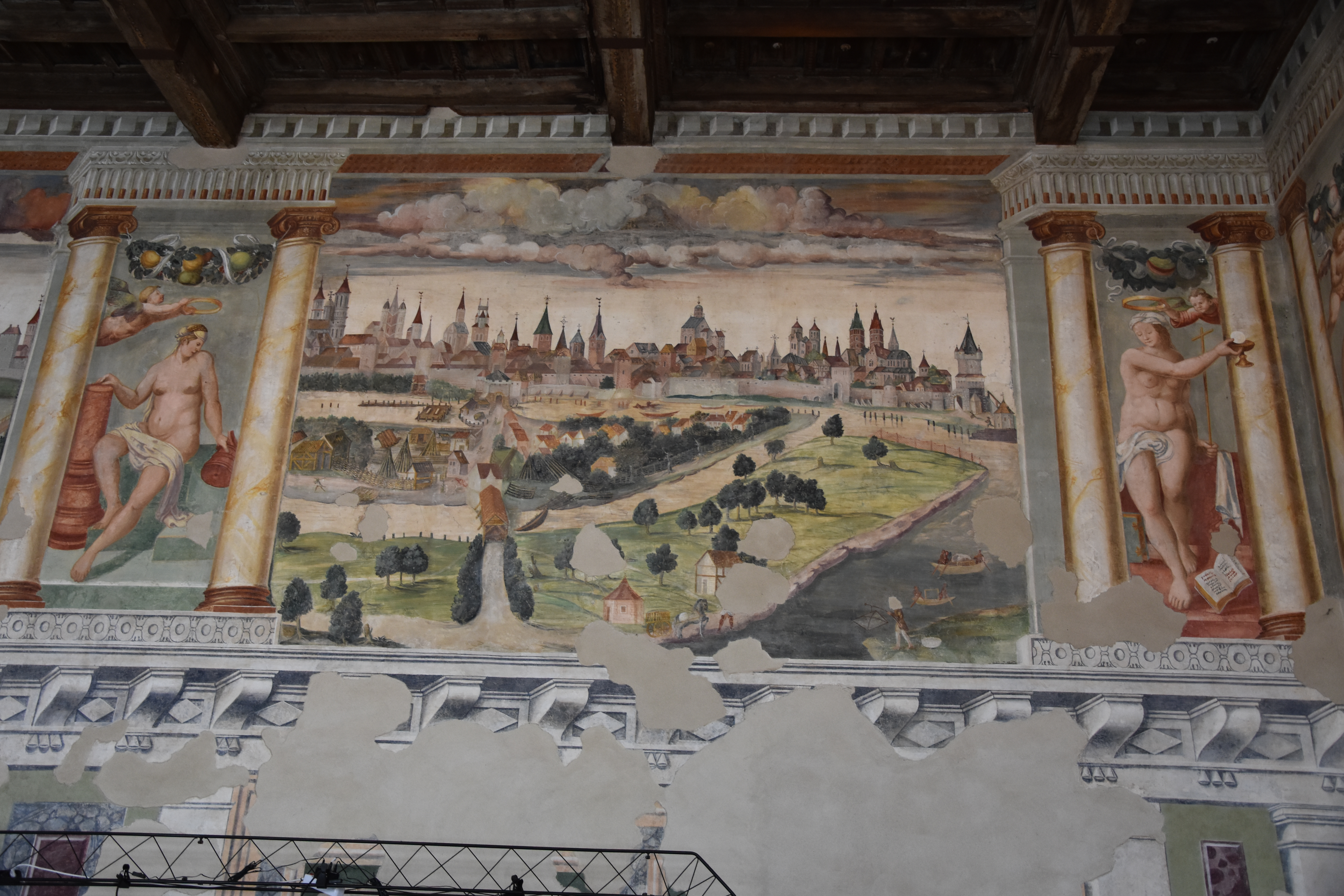
La città di Worms affrescata nella Sala dell'Imperatore del castello di Melegnano (MI).

A Worms si riunì anche una dieta di principi tedeschi nel 1521. Durante tale riunione l'imperatore Carlo V d'Asburgo bandì Martin Lutero dall'Impero e ne proscrisse le dottrine. Tuttavia Lutero fu ospitato da Federico il Saggio, elettore di Sassonia, nel suo castello di Wartburg, dove poté in tutta tranquillità redigere la sua traduzione delle Sacre Scritture in lingua tedesca. Intanto molte città tedesche rifiutarono di dare applicazione ai deliberati imperiali di Worms e il Luteranesimo si diffuse nei Paesi di lingua tedesca e nei Paesi Bassi: eruppero così nella società germanica le spinte radicali implicite nel messaggio della Riforma.

### Storia moderna
Il 13 settembre 1743 fu concluso a Worms un trattato che suggellava l'alleanza antifrancese dei Savoia con Maria Teresa d'Austria e l'Inghilterra nella guerra di successione austriaca.
Con l'occupazione francese di fine Settecento Worms perse il suo status di città libera dell'Impero, dopo il congresso di Vienna la città fu annessa dal granducato d'Assia.
Durante la seconda guerra mondiale il centro storico medioevale fu completamente raso al suolo ad eccezione della grande cattedrale romanica.

## Monumenti e luoghi d'interesse
- Duomo di Worms: rappresenta uno dei migliori esempi dell'architettura romanica in Germania e il capolavoro dell'architettura renana. Venne eretto a partire dal 1171 fino a tutto il XIII secolo.
- Andreaskirche, la Chiesa di Sant'Andrea è un edificio romanico eretto insieme alla sua abbazia nel 1020.
- Martinskirche, la Chiesa di San Martino venne eretta in stile romanico-renano nel 1245.
- Stadtmauer, le mura medievali della città
- Museo dei Nibelunghi
- Casa Rashi, museo ebraico

## Amministrazione

### Gemellaggi
- Parma, dal 1984

## Galleria d'immagini

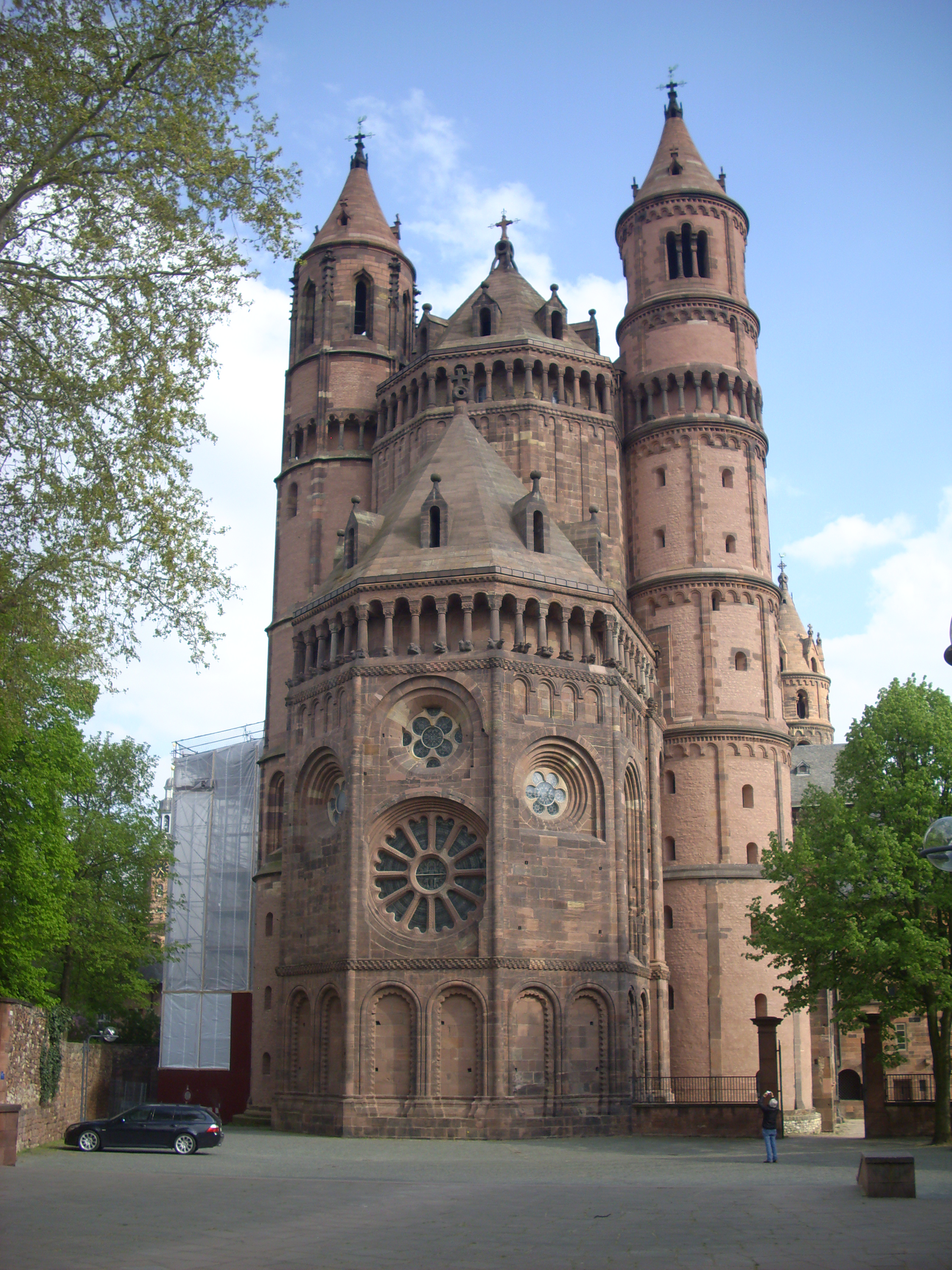
Il Duomo
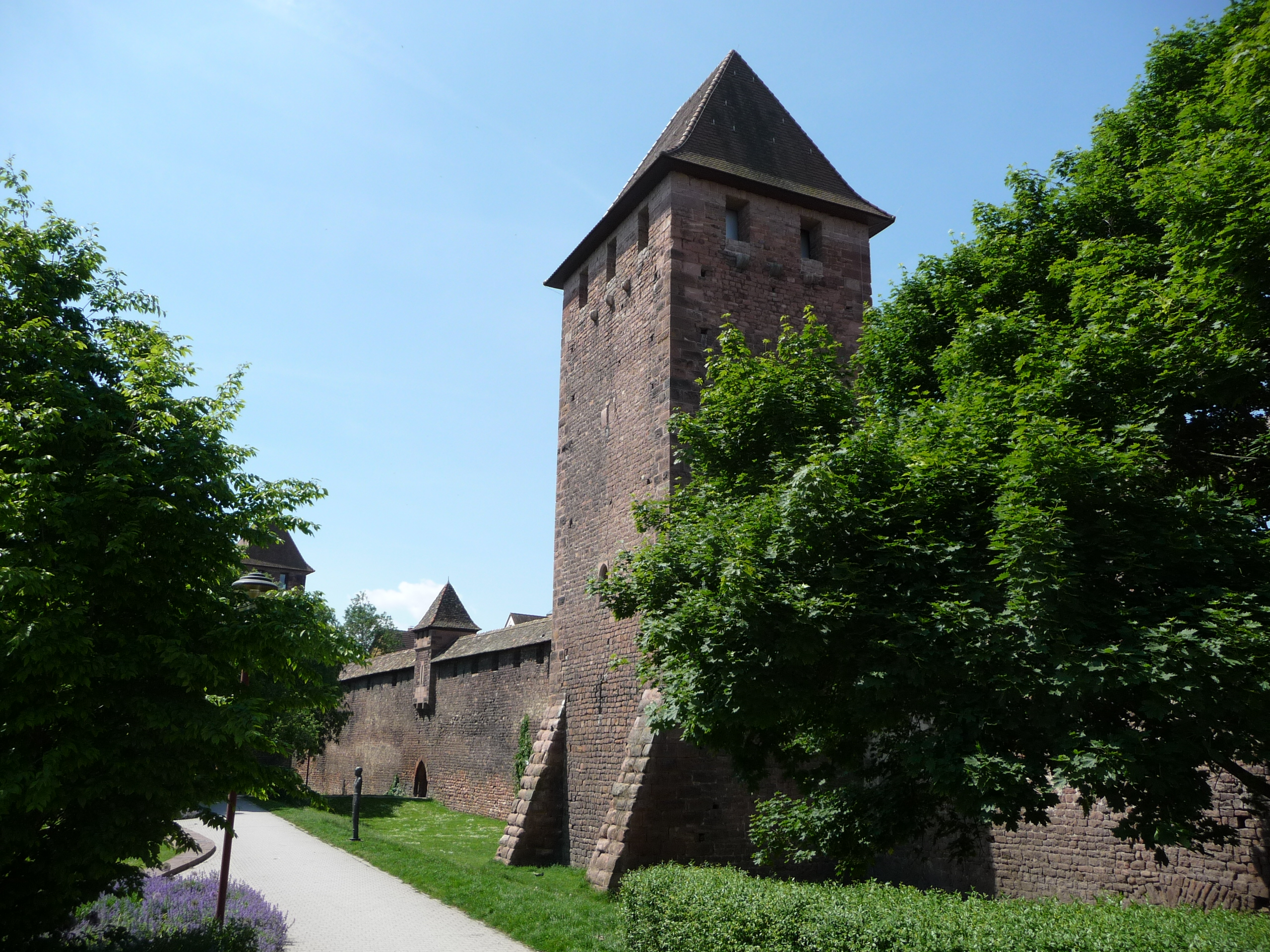
Le mura cittadine.
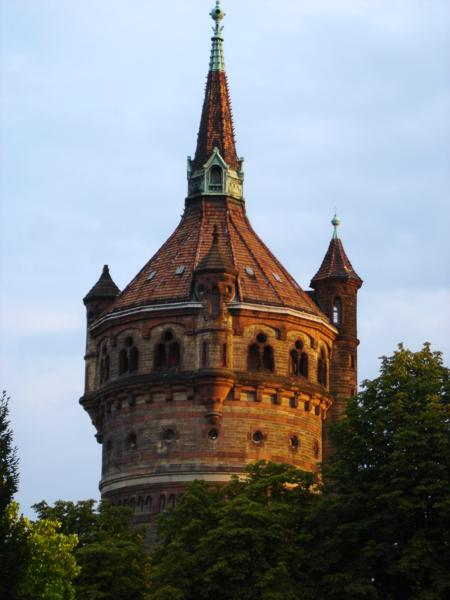
Wasserturm
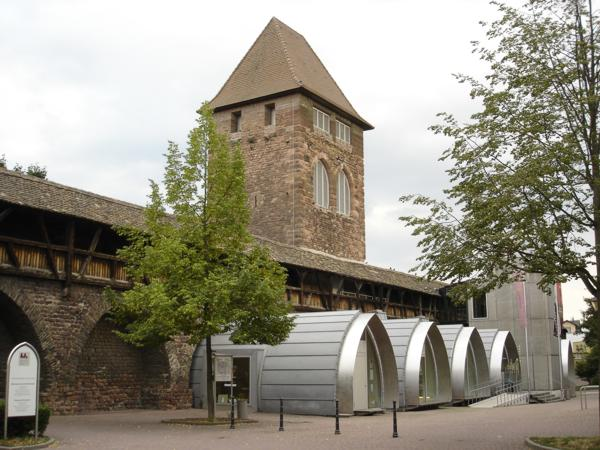
Nibelungenmuseum
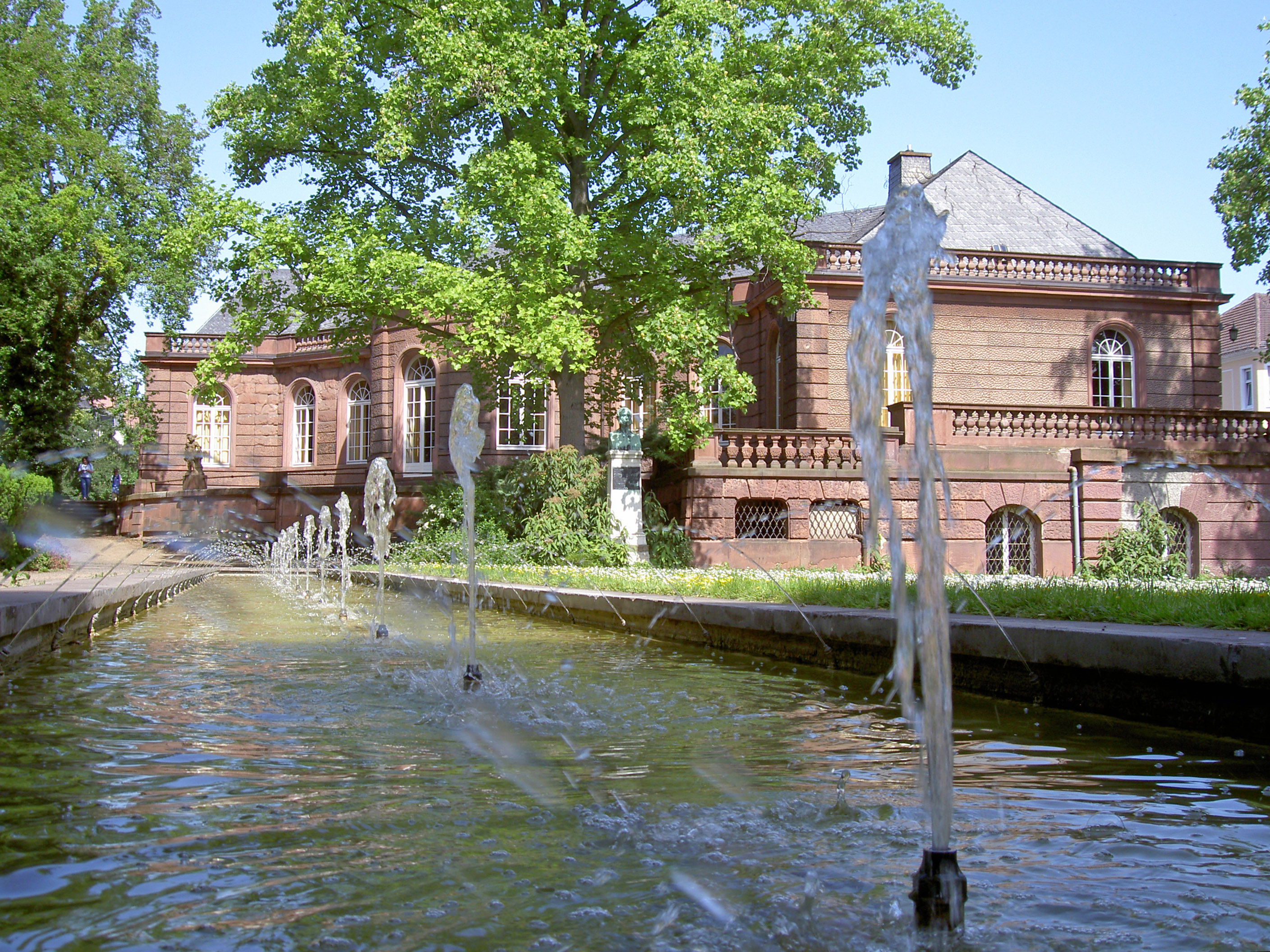
Worms Heylshofgarten
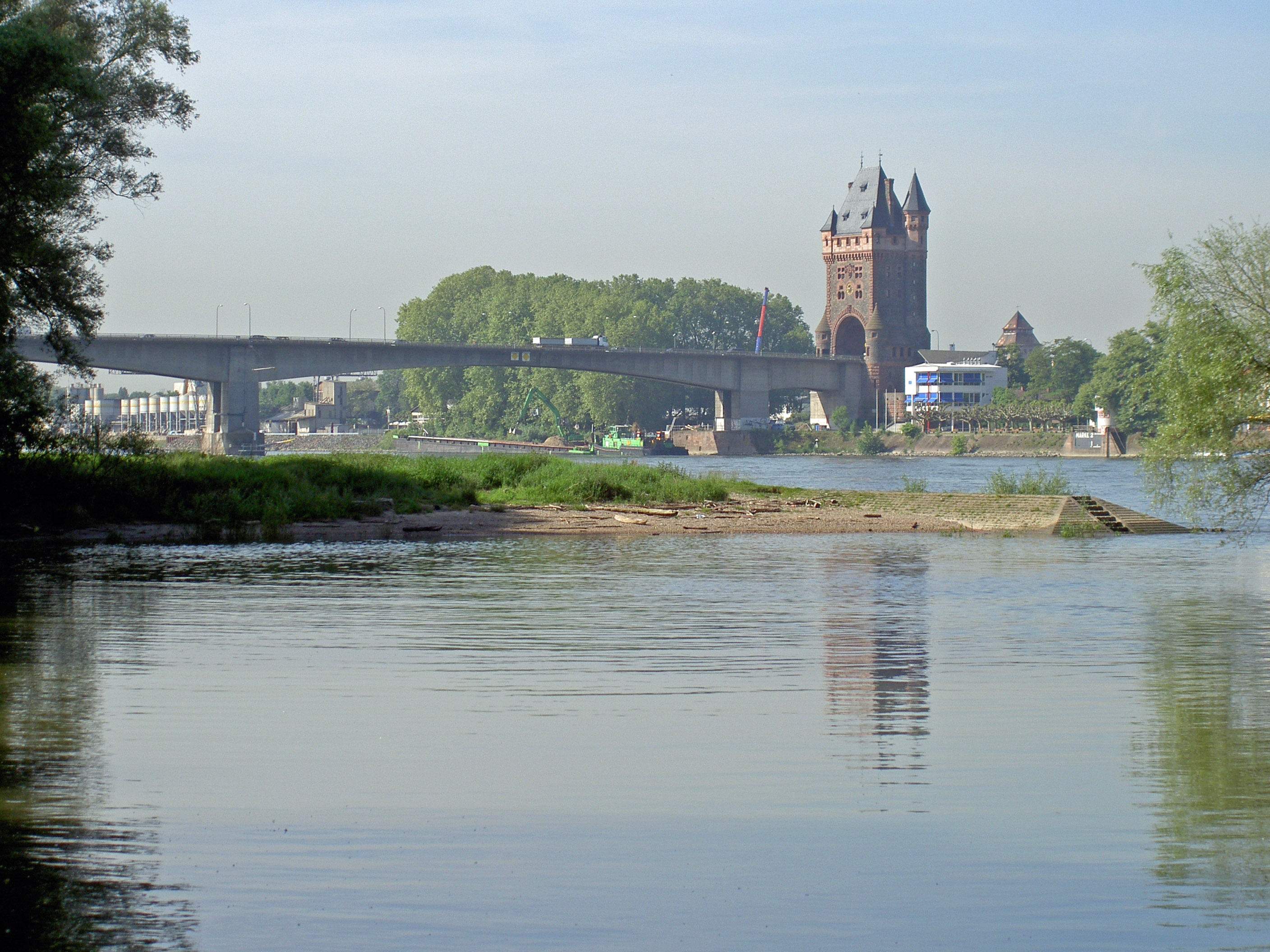
Nibelungenbrücke
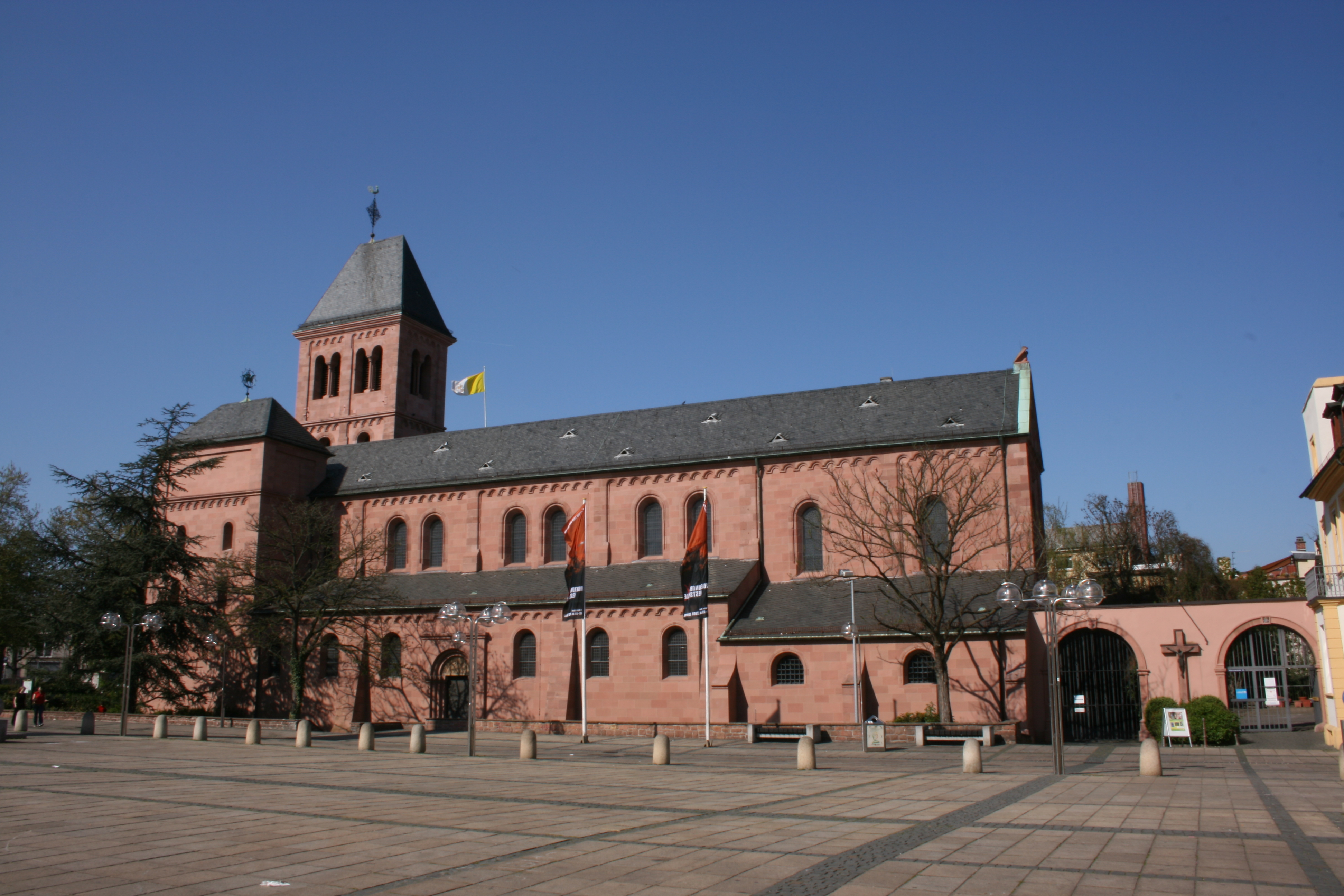
Martinskirche
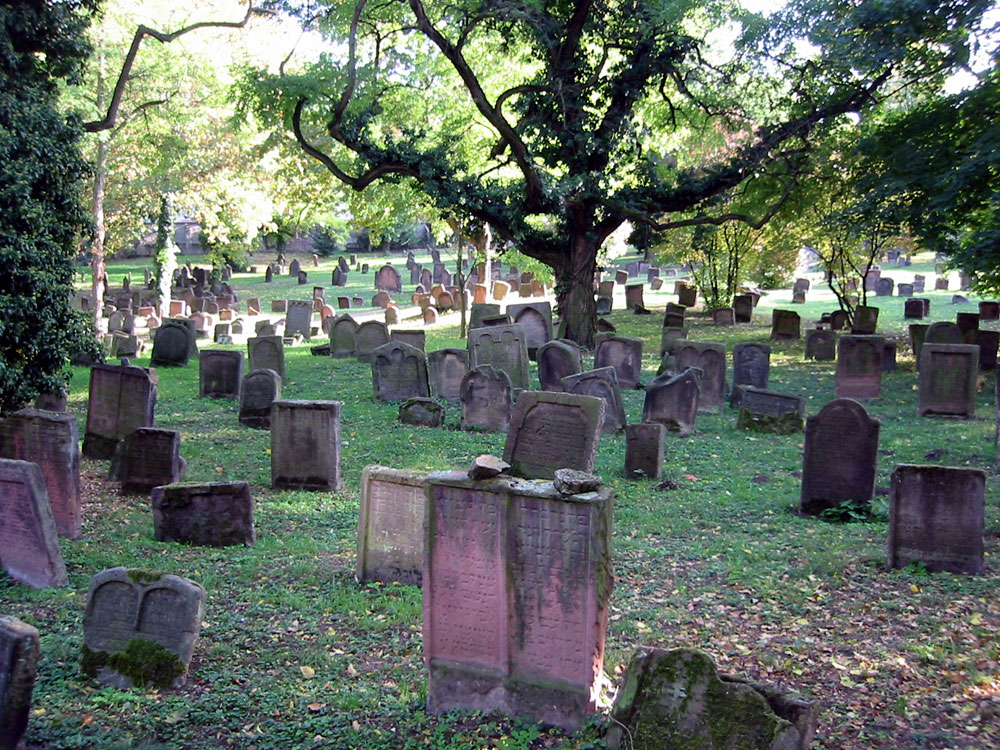
Cimitero ebraico